# Salmonella Dub
Salmonella Dub ist eine Band aus Kaikoura, Neuseeland.

## Geschichte
Die Band entstand 1992/93, als die drei ersten Mitglieder Reggae-Rhythmen und Bassklänge auflegten. Ihre Musik kam so gut an, dass sie regelmäßig Neuseeland bereisten und bis dato drei unabhängige Alben herausbrachten. Ebenso arbeiteten sie mit Mad Professor, African Headcharge, Alex Patterson, Infectious Grooves und anderen bekannten Dub-Größen zusammen. Um 1996 kam das fünfte (und letzte) Bandmitglied dazu. Mit der Veröffentlichung ihrer zweiten LP (Calming of a Drunken Monkey) begann ihr Plattenvertrieb über den Plattenkonzern Virgin. Seitdem bereisen sie ebenfalls regelmäßig Australien und knüpfen mehr Kontakte nach Europa.
Ihr Dub ist wesentlich schneller als der herkömmliche und ihre Musik ist nicht im ersten Moment als solcher erkennbar.

## Diskografie

### Alben
| Jahr | Titel Musiklabel                                                  | Höchstplatzierung, Gesamtwochen, AuszeichnungChartsChartplatzierungen (Jahr, Titel, Musiklabel, Platzierungen, Wochen, Auszeichnungen, Anmerkungen) | Anmerkungen |
| Jahr | Titel Musiklabel                                                  | NZ | Anmerkungen |
| ---- | ----------------------------------------------------------------- | --- | ----------- |
| 1999 | Killervision Selbstverlag                                         | NZ7 ×2Doppelplatin · (19 Wo.)NZ |             |
| 2001 | Inside the Dub Plates Selbstverlag                                | NZ1 ×4Vierfachplatin · (77 Wo.)NZ |             |
| 2002 | Outside the Dub Plates Selbstverlag                               | NZ14 Platin · (20 Wo.)NZ | Remixalbum  |
| 2003 | One Drop East Selbstverlag                                        | NZ1 Gold · (34 Wo.)NZ |             |
| 2005 | Mercy - th’ One Drop E Remixes and Out Takes Selbstverlag         | NZ35 (3 Wo.)NZ | Remixalbum  |
| 2007 | Heal Me Virgin Music                                              | NZ2 Gold · (16 Wo.)NZ |             |
| 2008 | Feel The Seasons Change: Live With The NZSO Eigenveröffentlichung | NZ19 (6 Wo.)NZ | Livealbum   |
| 2009 | Freak Controller Virgin Music                                     | NZ25 (8 Wo.)NZ |             |
| 2018 | Commercial Grates Virgin Music                                    | NZ23 Gold · (3 Wo.)NZ |             |

Weitere Alben
- 1993: Dub for Straights: 1993 Sessions (Eigenveröffentlichung)
- 1994: Salmonella Dub (Curious Recordings)
- 1997: Calming of the Drunken Monkey (Curious Recordings)
- 2006: Remixes and Radio Cuts (Eigenveröffentlichung)
- 2018: Live with the NZSO / DnB and Dancehall Remixes (Eigenveröffentlichung)
- 2022: Rua – Return to Our Kowhai (Eigenveröffentlichung)
- 2022: Return to Our Kōwhai (Toru): For All Things Alive (Eigenveröffentlichung)

### EPs
- 1995: Dub Tom Foolery (Curious Recordings)
- 1996: THC Winter (Curious Recordings)
- 2000: Colonial Dubs (Selbstverlag)
- 2001: Inside The Dub Plates (Selbstverlag)
- 2007: Heal Me Re-Bottled (Selbstverlag)
- 2009: Freak Local (Selbstverlag)
- 2021: Soul Love Tripper (Selbstverlag)

### Singles
| Jahr | Titel Album                          | Höchstplatzierung, Gesamtwochen, AuszeichnungChartsChartplatzierungen (Jahr, Titel, Album, Platzierungen, Wochen, Auszeichnungen, Anmerkungen) | Anmerkungen |
| Jahr | Titel Album                          | NZ | Anmerkungen |
| ---- | ------------------------------------ | --- | ----------- |
| 1999 | For The Love of It Killervision      | NZ12 Platin · (14 Wo.)NZ |             |
| 1999 | Johnny Killervision                  | NZ34 (4 Wo.)NZ |             |
| 2001 | Love Your Ways Inside the Dub Plates | NZ11 Platin · (5 Wo.)NZ |             |
| 2003 | Dancehall Girl One Drop East         | NZ34 (7 Wo.)NZ |             |

Weitere Singles
- 1999: Drifting
- 2001: Problems (NZ: Gold)
- 2001: Push On Thru... (NZ: Gold)
- 2001: Tha Bromley East Roller
- 2002: Platetectonics
- 2003: One Drop East
- 2003: Slide (NZ: Gold)
- 2003: Ez On
- 2004: Longtime (NZ: Gold)
- 2004: Nu Steppa
- 2004: Mercy
- 2007: Love, Sunshine and Happiness
- 2013: Same Home Town